# Kemal Reis
Kemal Reis (1451 – 1511) est un amiral de la flotte ottomane ayant servi sous le règne de Bayezid II. Il est l'oncle de l'amiral et cartographe Piri Reis.

## Biographie
Il nait en 1453 à Gallipoli, d'une famille originaire de Karaman. Le récit selon lequel il aurait été offert en cadeau au sultan par le Kapudan Pacha Sinan et aurait servi comme page au palais du sultan provient en réalité d'une erreur de lecture des sources ottomanes par von Hammer-Purgstall, corrigée dès 1929 par Mordtmann (de) mais figure toujours dans certains ouvrages généralistes.
Sa première campagne est celle d'Eğriboz en 1470, avec Mahmud Pacha. Lorsque les musulmans d'Espagne demandent l'aide des Ottomans, Bayezid II envoie Kemal Reis en Espagne.
On lui attribue l'introduction des canons à longue portée dans la marine ottomane.

## Dans les arts et la culture populaire
Il est interprété par Bülent Alkış dans la série télévisée turque Barbaros : Épée de la Méditerranée de 2021.